# Беглеж
Бегле́ж (болг. Беглеж) — село в Плевенській області Болгарії. Входить до складу общини Плевен.

## Населення
За даними перепису населення 2011 року у селі проживали 643 особи.
Національний склад населення села:
| Національність   | Кількість осіб | Відсоток |
| ---------------- | -------------- | -------- |
| болгари          | 523            | 84,8%    |
| турки            | 60             | 9,7%     |
| цигани           | 24             | 3,9%     |
| інша             | 0              | 0%       |
| не визначились   | 10             | 1,6%     |
| Всього відповіли | 617            |          |

Розподіл населення за віком у 2011 році:
Динаміка населення:

## Відомі особистості
В поселенні народилась:
- Гена Димитрова (1941-2005) — болгарська співачка.